# Allan Schofield
Allan Schofield, född den 26 januari 1957, är en indisk landhockeyspelare.
Han tog OS-guld i herrarnas landhockeyturnering i samband med de olympiska landhockeytävlingarna 1980 i Moskva.